# Nikolai Lazarev
Nikolai Lazarev, známý pod přezdívkou Mazarini (* 13. února 1989 Biškek), je český streamer, střihač, kameraman, režisér, youtuber a bývalý progamingový hráč ruského původu.

## Život a kariéra
Narodil se v roce 1989 v Kyrgyzstánu v Sovětském svazu do rodiny ruského původu. Když mu bylo 13 let, přestěhoval se s rodinou do Česka. V oblasti progamingu je obecně nejznámější jeho období v letech 2007 až 2011, kdy byl profesionálním hráčem na nejvyšší úrovni ve hře Call of Duty 4: Modern Warfare. S počtem přes 300 tisíc sledujících na platformě Twitch, kde působí od roku 2012, se řadí k největším česko-slovenským herním streamerům.

## E-sport
Jako profesionální hráč začínal v divizi hry Call of Duty v českém herním týmu nEophyte, kde poté působil i v divizi Call of Duty 2. V roce 2007 stál v týmu nEophyte u založení herní divize ve hře Call of Duty 4: Modern Warfare. V roce 2008 přestoupil do týmu eSuba. V srpnu 2008 byl na Games Convention v Lipsku v nominaci na cenu Esports Awards mezi pěti nejlepšími hráči Evropy. V letech 2009 až 2010 působil v česko-nizozemském týmu britského investora Power Gaming. V roce 2010 se vrátil do eSuby, kde skončil v roce 2011, když ukončil kariéru hraní Call of Duty 4 na závodní úrovni. Po vydání hry PUBG: Battlegrounds v roce 2017 založil tým streamerů a profesionálů Kings of Sosnovka, se kterým působil jako hlavní organizátor herních turnajů. Po vydání hry Valorant v roce 2020 se po 10 letech vrátil do týmu eSuba, kde se stal kapitánem divize. Své působení v týmu ukončil v roce 2021. V listopadu 2024 byl na Mistrovství České republiky v počítačových hrách uveden do síně slávy česko-slovenského esportu.

## Postprodukce
Začínal jako tvůrce internetových videí z first-person shooter videoher. V roce 2010 vydal jedno z celosvětově nejsledovanějších herních videí ze hry Call of Duty 4: Modern Warfare s názvem Mazarini and paradox: Play With Soul (MAZADOX). Fragmovie video s tehdy unikátními speciálními 3D video-efekty mapovalo úspěchy jeho Call of Duty 4 divize týmu eSuba.
Od roku 2009 se podílel jako videoeditor a kameraman na vzniku herního pořadu Re-play, který od roku 2010 vysílá TV Prima. Od roku 2010 pracoval jako tvůrce reklamních videí a video editor na kanálu Prima Cool. V roce 2013 zasedal v porotě českého festivalu krátkometrážních minutových filmů Můj příběh v minutě. V roce 2014 se podílel na vzniku pořadu Applikace, který vysílala Prima Cool. V roce 2018 se opět s Mikolášem Tučkem podílel na vzniku pořadu Televize Seznam BLate Night Show. V roce 2024 se podílel na vzniku mediální kampaně fotbalového klubu FC Slovan Liberec, jejíž tváří se stal český streamer Agraelus. Ten se po převzetí klubu novým majitelem Ondřejem Kaniou v dubnu 2024 stal novým ambasadorem klubu.

## Editorská filmografie
- Re-play
- Applikace
- BLate Night Show